# Ta-li (okres v Jün-nanu)

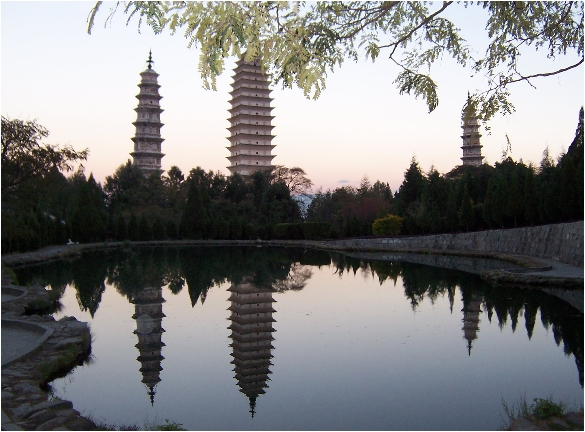
Tři pagody v Ta-li

Ta-li (čínsky: znaky 大理, pinyin Dàlĭ) je městský okres v prefektuře Ta-li, provincii Jün-nan, Čínské lidové republiky. Roku 1999 mělo 496 361 obyvatel.
V minulosti bylo Ta-li hlavním městem států Nan-čao a Ta-li. O bývalé slávě města svědčí velkolepé památky, mimo jiné Tři pagody. Nové město bylo postaveno na sever od starého na příkaz císaře Chung-wu koncem 14. století.
Jako mnohá stará čínská města, má půdorys města čtvercový tvar a je obehnáno hradbami. Dnes je jedním z hlavních turistických středisek provincie Jün-nan, oblíbený čínskými i zahraničními turisty.

## Partnerská města
- Carrara, Itálie
- Mima, Japonsko